# Баталпашинський відділ
44°13′00″ пн. ш. 42°03′00″ сх. д. / 44.216666666667° пн. ш. 42.05° сх. д.
Баталпашинський відділ — адміністративна одиниця у складі Кубанської області Російської імперії та Кубано-Чорноморської області РРФСР, що існувала в 1869—1922 роках. Адміністративний центр — станиця Баталпашинська.

## Географія
Відділ займав південно-східну частину області, межував на півдні через Кавказький хребет з Кутаїською губернією, на південному сході — з Терською областю, на північному сході — зі Ставропольською губернією. Більшість відділу гориста. Територія 15 135 верст² (17 224,7 км²).

### Сучасний стан
На території колишнього Баталпашинського відділу Кубанської області розташовуються Карачаєво-Черкеська Республіка, частини Кочубеївського району Ставропольського краю, Отрадненського та Успенського районів Краснодарського краю.

## Історія
Утворений в 1869 як Баталпашинський повіт у складі Кубанської області, з 1888 — Баталпашинський відділ. Після встановлення Радянської влади на Кубані у березні 1920 року Баталпашинський відділ увійшов до складу новоствореної Кубано-Чорноморської області. 20 січня 1921 року до новоствореної Гірської АРСР відійшла південна частина відділу. 12 січня 1922 року була утворена Карачаєво-Черкеська автономна область, до якої увійшла більша частина Баталпашинського відділу разом зі станицею Баталпашинської. У зв'язку з цим 28 лютого 1922 року Баталпашинський відділ був скасований, частина території, що залишилася, була передана Армавірському відділу.

## Адміністративний устрій
У 1913 році до складу відділу входили 6 волосних правлінь, 18 станиць та 35 аульних правлень:
Волосні правління:
- Богословське — селище Богословське,
- Козьминське — селище Козьминське,
- Лівонське — селище Лівонське,
- Марухське — село Марухське,
- Ольгинське — селище Ольгинське,
- Рождєственське — селище Рождєственське.

Станиці:
| - Баталпашинська, - Бекешевська, - Біломечетська, - Воровськолеська, - Георгіївська, - Зеленчуцька, - Ісправна, - Кардонікська, - Красногорська, - Невинномиська, - Отрадна, - Передова, - Преградна, - Спокойна, - Сторожова, - Суворовська, - Удобна, - Усть-Джегутинська. |

Аульні правління:
| - Атажукінське, - Атлескіровське, - Бібердовське, - Вольне, - Даутське, - Джазлицьке, - Джегутинське, - Докшуківське, - Дударуковське, - Єгібоковське, - Зеленчуксько-Ловське, - Кам'яномістське, - Карт-Джуртське, - Касаєвське, - Кличевське, - Карамурзінське, - Коноківське, - Кувінське, - Кумсько-Ловське, - Кургоківське, - Лоовсько-Кубанське, - Мансуровське, - Маринське, - Сентинське, - Тазартуківське, - Тахтамишевське, - Тебердинське, - Ураковське, - Урупське, - Учкуланське, - Хохондуковське, - Хумаринське, - Хурзуцьке, - Шах-Гіреєвське, - Ерсаконське. |

## Населені пункти
Найбільші населені пункти (населення, кінець ХІХ століття)
- Станиця Баталпашинська (11 473)
- Станиця Отрадна (11 144)
- Станиця Невинномиська (7 417)
- Станиця Суворівська (6 500)
- Станиця Удобна (6 500)
- Станиця Бекешівська (5 500)
- аул Учкулан (5 000)
- Станиця Воровськоліська (4 947)
- Станиця Біломечетська (4 118)
- Станиця Кардонікська (3 757)
- Станиця Сторожова (3 500)
- Станиця Передова (2 178)

## Населення
Національний склад відділу мови у 1897 році:
| Національність      | Чисельність, осіб | Частка від усього населення, % |
| ------------------- | ----------------- | ------------------------------ |
| великороси          | 90 305            | 41,92                          |
| малороси            | 58 421            | 27,12                          |
| карачаївці          | 26 867            | 12,47                          |
| абазини та абхази   | 10 370            | 4,81                           |
| кабардинці          | 8452              | 3,92                           |
| ногайці             | 5746              | 2,67                           |
| німці               | 4392              | 2,04                           |
| черкеси та адигейці | 3962              | 1,84                           |
| інші                | 6885              | 3,20                           |
| Разом:              | 215 400           | 100,00                         |

Розподіл населення за статевою ознакою :
- чоловіки — 107 825 (50,06 %)
- жінки — 107 575 (49,94 %)

## Веб-посилання
- Баталпашинск // Энциклопедический словарь Брокгауза и Ефрона : в 86 т. (82 т. и 4 доп. т.). — СПб., 1890—1907. (рос. дореф.)
- Карта Баталпашинского отдела. rodmurmana.narod.ru (рос.). Процитовано 3 січня 2021.{{cite web}}:  Обслуговування CS1: Сторінки з параметром url-status, але без параметра archive-url (посилання)